# Tábara
Tábara – gmina w Hiszpanii, w prowincji Zamora, w Kastylii i León, o powierzchni 112,68 km². W 2011 roku gmina liczyła 838 mieszkańców.